# Randolph (Nebraska)
Pour les articles homonymes, voir Randolph.
Randolph est une ville américaine située dans le Comté de Cedar, au Nebraska. Selon le recensement de 2010, sa population est de 944 habitants.